# Skald (album)
Skald je četvrti studijski album norveškog sastava nordijske narodne glazbe Wardruna. Diskografska kuća By Norse Music objavila ga je 23. studenog 2018. godine.

## O albumu
Četvrti je album skupine i prvi uradak nakon dovršetka trilogije Runaljod. Njegovoj objavi prethodila je objava singla "Voluspá" 8. studenog 2018. godine. Sva glazbala na albumu svira Einar Selvik.

## Popis pjesama
Glazba: Einar Selvik.
| 1.    | »Vardlokk« (instrumental)     |                      | Prizivanje čuvara      | 2:08  |
| 2.    | »Skald«                       | Bragi Boddason       | Skald                  | 2:02  |
| 3.    | »Ein sat hon uti«             | Völuspá              | Sjedila je sama vani   | 4:07  |
| 4.    | »Voluspá« (skaldska inačica)  | Völuspá              | Proročanstvo proročice | 6:22  |
| 5.    | »Fehu« (skaldska inačica)     | Selvik               | Blago, stoka           | 3:29  |
| 6.    | »Vindavla«                    | Selvik               | Odgajan vjetrom        | 5:35  |
| 7.    | »Ormagardskvedi«              | tradicionalna pjesma | Poezija zmijske jame   | 3:11  |
| 8.    | »Gravbakkjen«                 | Petter Strømsing     | Brdo za pokop          | 2:42  |
| 9.    | »Sonatorrek«                  | Egill Skallagrímsson | Gubitak sina           | 15:53 |
| 10.   | »Helvegen« (skaldska inačica) | Selvik               | Put do Hela            | 4:37  |
| 50:06 |                               |                      |                        |       |

## Zasluge
| Wardruna - Einar Selvik – vokali, taglharpa, kraviklira, bukkehorn, produkcija Dodatni glazbenici - Iver Sandøy – prateći vokali (na pjesmi "Fehu"), produkcija, snimanje, miksanje, masteriranje | Ostalo osoblje - Øivind Myksvoll – dizajn, fotografija - Jakub Vaniš – naslovnica - Ræveðis – ilustracija runa - Tuukka Koski – fotografija |